# Sally Hawkins
Sally Cecilia Hawkins, född 27 april 1976 i Dulwich i London, är en brittisk skådespelare.
Hawkins har spelat i en mängd filmer däribland Made in Dagenham (2010) och Vera Drake (2004). Hon vann en Golden Globe för sin roll som Poppy i Happy-Go-Lucky (2008). Hon Oscarnominerades för Bästa kvinnliga biroll i Blue Jasmine (2013) och Bästa kvinnliga huvudroll i The Shape of Water (2017).

## Filmografi i urval
- 2002 – Tipping the Velvet
- 2004 – Layer Cake
- 2004 – Vera Drake
- 2005 – Fingersmith
- 2006 – Kärlekens slöja
- 2007 – Övertalning
- 2007 – Cassandra's Dream
- 2007 – Waz
- 2008 – Happy-Go-Lucky
- 2009 – An Education
- 2009 – En blomma i Afrikas öken
- 2010 – Flickorna i Dagenham
- 2010 – Never Let Me Go
- 2010 – Submarine
- 2011 – Jane Eyre
- 2011 – Love Birds
- 2013 – Blue Jasmine
- 2014 – Godzilla
- 2014 – Paddington
- 2016 – The Hollow Crown (TV-serie)
- 2016 – Maudie
- 2017 – The Shape of Water
- 2021 – Spencer
- 2023 – Wonka
- 2023 – Kensukes rike (röst)
- 2025 – Bring Her Back